# آب‌انبار قبرعلی بیگ
آب‌انبار قبرعلی بیگ مربوط به دوره صفوی است و در لار، خیابان آیت الله خامنه‌ای، خیابان مسیر عبدالعظیم واقع شده و این اثر در تاریخ ۱۹ مرداد ۱۳۸۴ با شمارهٔ ثبت ۱۲۷۶۲ به‌عنوان یکی از آثار ملی ایران به ثبت رسیده است.